# Dějiny Rumunska
Dějiny Rumunska začínají za římské nadvlády v 1. století, v té době byli poraženi původní obyvatelé Dákové a od nich se území Rumunska říká Dacie.

## Starověk

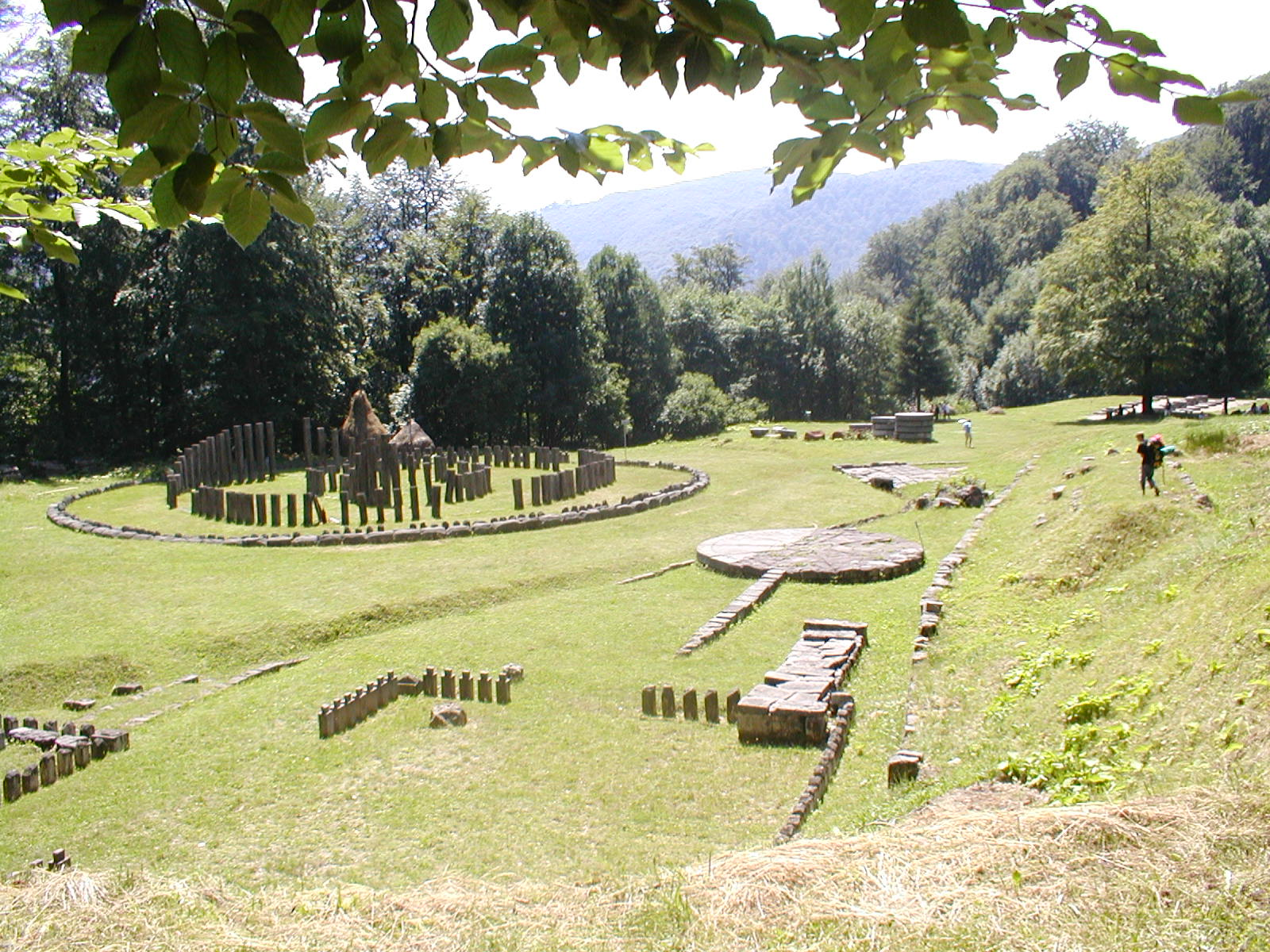
Sarmizegetusa zvaná „rumunské Machu Picchu“

Území Rumunska bylo osídlené už od doby kamenné, zhruba od 4. tisíciletí př. n. l. Nejvýznamnější archeologické nálezy pocházejí z oblasti Dobrudža, kde byla nalezena i celá vesnice z neolitického období. Neolitická kultura z této oblasti je nazývána Hamangia. V době bronzové a železné (poslední tisíciletí př. n. l.) osídlili území dnešního Rumunska Keltové. V této části Balkánu se obecně nazývají Thrákové, přičemž se však štěpili na další kmeny, z nich nejvýznamnější byli Dákové. Thrácká území byla od 6. století pod řeckým vlivem, který zprostředkovali zvláště řečtí kupci. Thrácké Odryské království z 5. století př. n. l. zasahovalo i na území současného Rumunska, jádro státu bylo ale v Bulharsku. Za první stát na svém území Rumuni považují až Dáckou říši, jejímž sjednotitelem se v roce 82 př. n. l. stal král Burebista. Vytvořil mocnou říši sahající od Černého moře až k hranicím dnešního Slovenska. Původně sídlil v opevněném hradišti Argedava, později vybudoval svoji rezidenci v Sarmizegetuse, nacházející se v Orăștijských horách (viz Dácké pevnosti v Orăștijských horách) avšak po jeho smrti roku 44 př. n. l. se jím vytvořený stát rozpadl. Roku 87 říši znovu sjednotil Decebalus (původním jménem Diurpanes). To byla ovšem již doba, kdy o území začali projevovat zájem Římané. Jejich výpady zpočátku Dákové odráželi (slavného vítězství Dákové dosáhli například roku 85 v první bitvě u Tapae), ba dokonce se Římané museli vykupovat (když byl Řím oslaben povstáním Markomanů), ale roku 101 (za římského císaře Traiana) Dáky velmi oslabil vpád 150 000 římských vojáků a definitivní podmanění Římem pak přinesla další invaze, roku 106. Na území Rumunska tak vznikla římská provincie Dácie. Z Říma také přišlo do Rumunska křesťanství. Nicméně když se Dácie ocitla pod tlakem asijských nájezdníků, Římané usoudili, že udržovat provincii je pro ně příliš nákladné a za císaře Aureliana své legie roku 271 z Dácie stáhli.

Římská provincie Dacia

Dákové se postupně pořímštili a zmizeli stejně důkladně jako Keltové z Čech. Zůstalo po nich jen několik málo památek a na rozdíl od českých Keltů nemají žádné žijící příbuzné národy, podle kterých bychom si mohli dovytvářet obraz o jejich životě, zvycích a kultuře.
V dnešní rumunštině se zachovala slova, která mají zřejmě dácký původ – není jich však mnoho, řádově desítky, původní význam není vždy zřejmý. Patří k nim i slova jako brynza, bača, vatra, která se v 16. století dostala z rumunštiny do slovenštiny a do valašského nářečí češtiny.
Dákové žili v horách, kde stavěli svá hradiště. Největší centrum bylo v Oraštijských horách v Sarmisegetuse. Zachovaly se zbytky několika hradišť a zajímavé kultovní obřadní místo. Římané založili konkurenční město se stejným názvem, římská Sarmisegetusa se však nachází trochu jinde – v průsmyku mezi městy Simeria a Caransebeš, zatímco dácká Sarmisegetusa je několik kilometrů horským údolím z města Oraštie směr Gradištea. Nejvíce informací poskytuje známý Trajánův sloup v Římě, na němž jsou různé výjevy ze života Dáků, jejich vzhled a oblečení.
Odchod Římanů na konci 3. století znamenal volné pole pro asijské vpády. Nejprve na území Dácie vpadli Hunové (4.–5. století), poté Avaři (6. století), později Slované a Bulhaři (7. století). Dákové se udrželi jen v Transylvánii (Sedmihradsku).

## Středověk

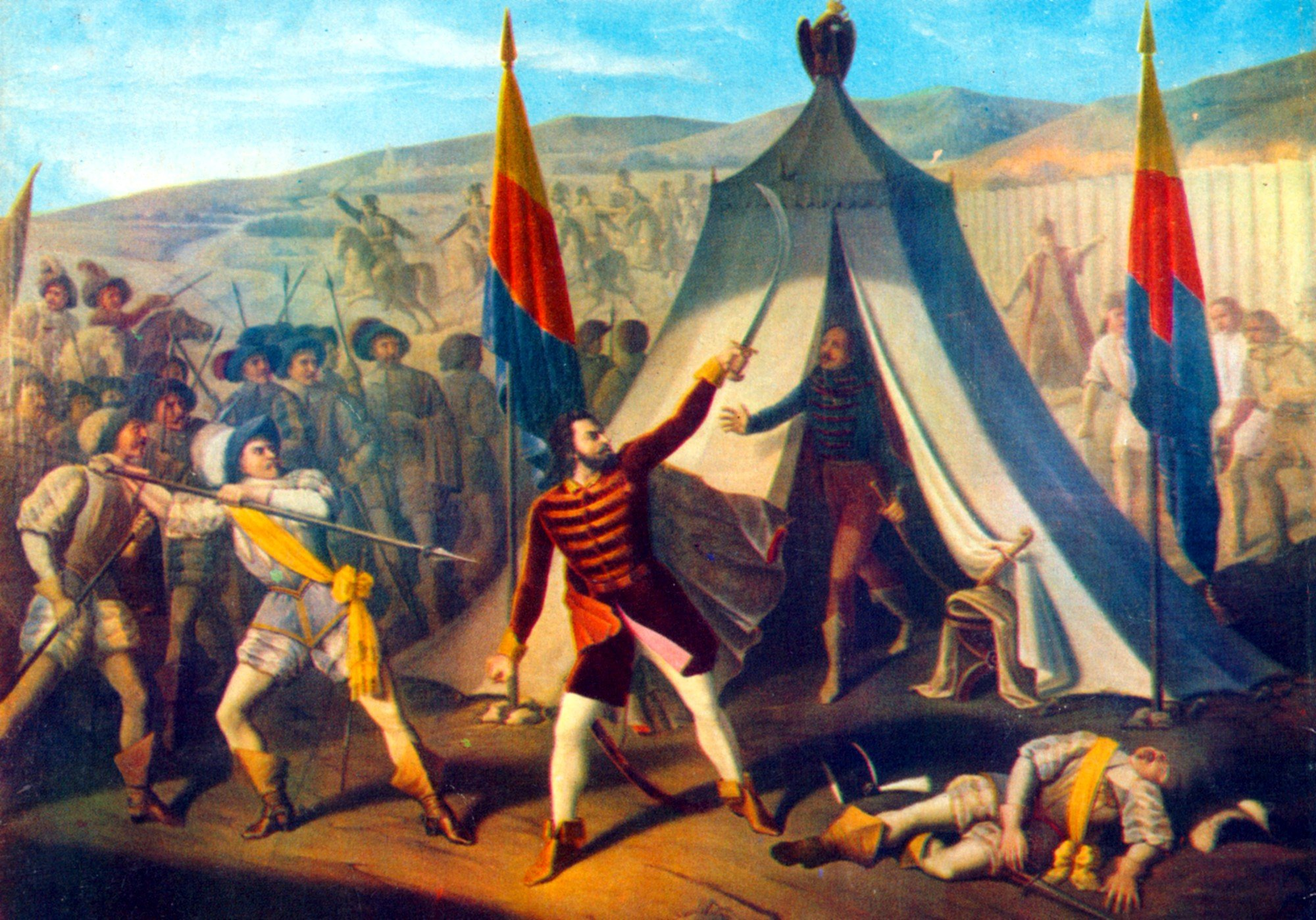
Zavraždění Michala Chrabrého

Ve středověku bylo Rumunsko rozděleno do tří knížectví. První dvě, Valašsko a Moldávie, byla od 16. století závislá na Osmanské říši, Sedmihradsko bylo zprvu součástí Uher, v 16. století mělo na Osmanské říši větší míru samostatnosti, roku 1699 pak bylo znovu připojeno k Uhrám.
Pro Rumuny je velmi důležitou středověkou postavou Michal Chrabrý (rumunsky Mihai Viteazul), neboť jako první dokázal sjednotit všechna tři knížectví a předjal tak existenci moderního Rumunska. Roku 1593 se stal valašským knížetem. V roce 1599 pak porazil v bitvě u Selimbaru sedmihradského knížete Ondřeje Báthoriho, čímž získal i sedmihradskou korunu. Krátce na to usedl i na trůn moldavský. Po smrti Michala Chrabrého se ovšem tento státní celek rozpadl. Michal Chrabrý se vyznamenal i tím, že v roce 1595 porazil Osmany v bitvě u Calugareni a v Rumunsku je tak symbolem národní nezávislosti. Michal byl v boji proti Osmanské říši spojencem Habsburků, během dlouhé turecké války, ale pro svou úspěšnou, nezávislou kariéru se stal brzy pro habsburského císaře Rudolfa II. nepohodlným. V roce 1601 jej proto Rudolf nechal odstranit, o což se postaral císařský generál Giorgio Basta, který Michala zavraždil.

### Valašské knížectví

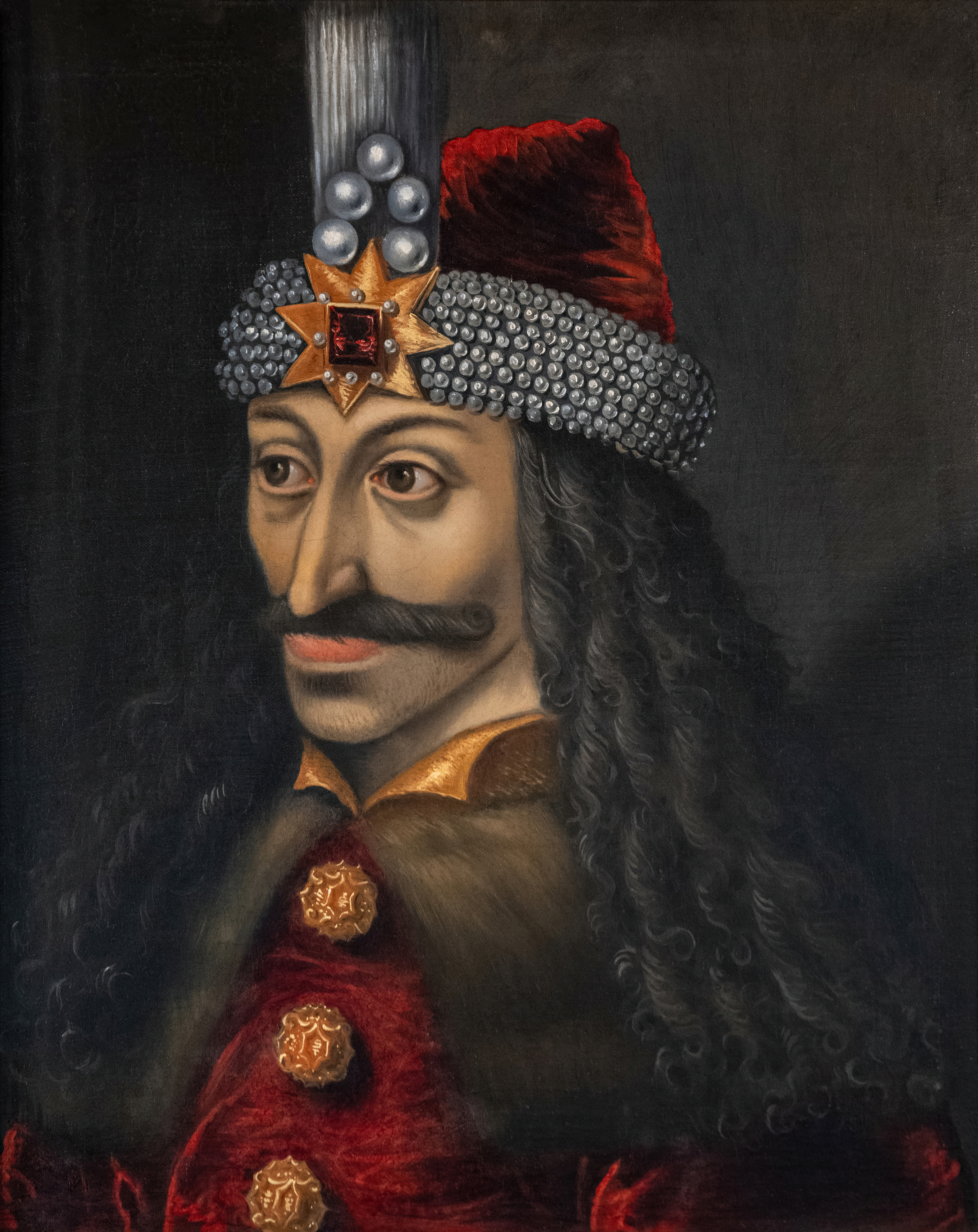
Valašský kníže Vlad III. Dracula řečený též Napichovač

Valašské knížectví bylo založeno počátkem 14. století. Vzniklo na základech několika menších místních útvarů (především Oltenie). Otcem zakladatelem byl Basaráb I. (vládl 1310 až 1352). Byl zakladatelem dynastie Besarabů, která ovládala Valašsko až do 17. století. Stal se samostatným knížetem rebelií proti uherskému králi Karlovi I., byť jen nakrátko. Valašsko získalo samostatnost zpět v 70. letech 14. století a upevnil ji nejvýznačnější z Besarábů – Mircea I. zvaný též Starý (rumunsky Mircea cel Bătrân).
V roce 1393 se Bulharský stát dostal pod osmanskou nadvládu a Osmanská říše se tak stala sousedem Valašska. To brzy znamenalo i tlak na Valašsko a placení tributu (od r. 1389). Stav formální politické závislosti na Uhrách a současného placení tributu Turkům přerušovaly četné pokusy osamostatnění země, případně i narušení rovnováhy mezi dvěma mocnými sousedy. Roku 1396 došlo k uznání polské svrchovanosti nad územím Vladem I., ale šlo jen o epizodu. Boj proti Turkům vedli také Vlad II. Dracul zvaný Ďábel a jeho syn Vlad III. Dracula, zvaný také Napichovač (inspiroval ke známé literární postavě hraběte Drákuly). Boj to byl však nerovný. V roce 1415 se Valašsko stalo definitivně vazalem Osmanské říše, pád Uher roku 1526 tuto závislost ještě více posílil. Vzpoura výše zmíněného Michala Chrabrého (valašským knížetem 1593–1601) patřila k největším a nejúspěšnějším, ale její úspěšnost se omezila na dobu Michalova života.
Významnou změnu přinesla teprve porážka Osmanské říše Rakouskem potvrzená mírem v Karlovicích roku 1699. Nový soused, Rakouská říše, počal vyrovnávat vliv turecký. Od začátku 18. století je patrný také zájem Ruska o tuto oblast – roku 1770 bylo Valašsko obsazeno ruským vojskem. Smlouvou z Küčük Kajnardžu (1774) se sice navrátilo pod moc Turků, ale Rusko si ponechalo určitou kontrolu nad oblastí. Turci neměli ovšem zájem na rozvoji svých kolonií, a ty tak zaostávaly za zbytkem Evropy. Jedním z mála sultánem dosazených fanariotských knížat, který se pokusil zlepšit katastrofální hospodářskou situaci země, byl Konstantin Mavrocordat.
Vliv Ruska v 19. století trvale stoupal. Rusové přímo ovládali zemi v letech 1807–1812, znovu 1829–1833 (i poté měl ale ruský konzul značný vliv). V roce 1821 došlo k valašskému protitureckému povstání vedenému Tudorem Vladimirescem. Turci po něm učinili ústupek a skončila vláda dosazovaných fanariotů. Knížete (divana) měl nově volit stavovský sněm. Krymská válka (1853–1856) přinesla oslabení Ruska. Tím vzniklo mocenské vakuum, které otevřelo cestu ke vzniku Rumunského knížectví.

### Sedmihradské knížectví

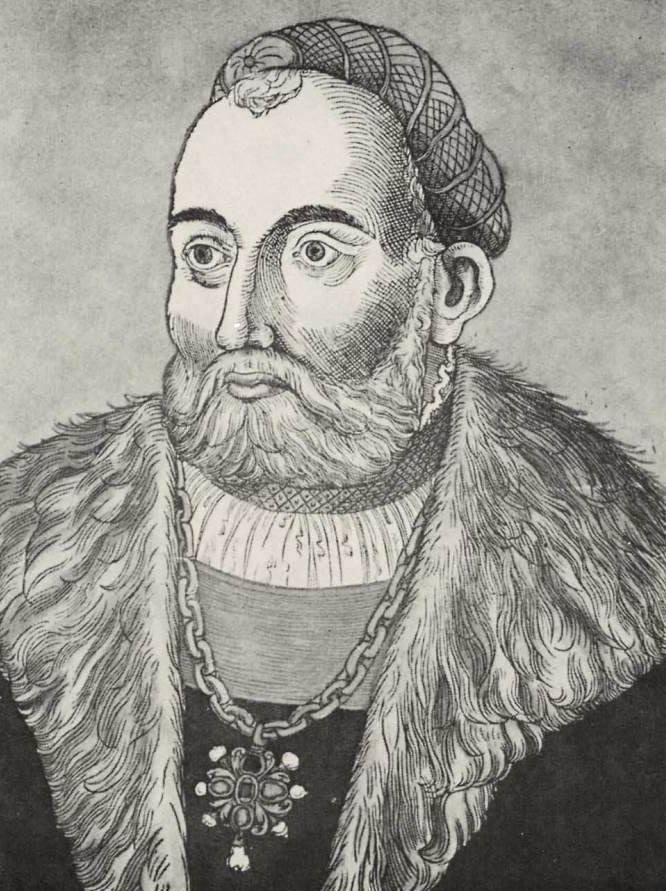
Jan Zápolský vybojoval po Sedmihradsko velkou míru autonomie

Území Sedmihradska začali roku 1003 kontrolovat Uhři, poté, co uherský král Štěpán I. podle legendy porazil místního knížete. Od té doby bylo až do roku 1526 Sedmihradsko v rámci Uherského království autonomním knížectvím v čele s vojvodou.
Roku 1211 nabídl uherský král Ondřej II. část území Sedmihradska (Burzenland) Řádu německých Rytířů. Rytíři měli sloužit jako určitá hráz proti vpádům kumánů. Z Německa v té době přišlo mnoho osadníků, převážně z Porýní a Vestfálska. Začalo se jim říkat Sedmihradští Sasové. Osadníci založili města Kronstadt (Brașov), Schäßburg (Sighișoara) či Hermannstadt (Sibiu). Sasové získali v rámci knížectví autonomii, stejně jako Sikulové, jiní zdatní pohraničníci. Sasové a Sikulové měli řadu národnostních výsad, jimž se těšila již jen maďarská šlechta (roku 1438 tyto tři entity vytvořily tzv. Unii tří národů (Unio Trium Nationum)), naopak rumunské obyvatelstvo bylo v postavení nevolníků.
Roku 1421 začaly nájezdy Turků. Sikulové ani Sasové nedokázali jejich postup zastavit. Uherský král Zikmund nebyl schopen včas reagovat, protože byl právě zainteresován v husitských válkách. Boje s Turky pak naplnily zdejší dějiny po příští čtyři století. Vynikl v nich mj. sedmihradský rodák Jan Hunyadi, který zvítězil v bitvě u Varny (1444).
Po bitvě u Moháče roku 1526 a dobytí Pešti (1541) se Sedmihradsko v čele se slovenským rodákem Janem Zápolským (sedmihradským vojvodou 1511–1526) stalo samostatným knížectvím, byť ve vazalském poměru k Osmanské říši. Jan sváděl tehdy věčné boje se svým konkurentem Ferdinandem o uherský trůn a Sedmihradsko se tak stalo jeho pevnou základnou a oporou. Jedním z důležitých rysů této éry byla sedmihradská náboženská svoboda. Z tohoto státního útvaru vzniklo roku 1570 podepsáním Špýrské smlouvy polonezávislé Sedmihradské knížectví.
Roku 1699 získala Sedmihradsko Habsburská monarchie, v jejímž rámci tvořilo do roku 1848 autonomní korunní zemi, kterou 2. listopadu 1765 povýšila Marie Terezie na velkoknížectví. Za revoluce v roce 1848 sepsali 15. května 1848 zdejší Rumuni petici, kterou požadovali zrovnoprávnění. Tomuto požadavku však nebylo vyhověno, naopak byl pod uherským nátlakem přijat zákon vyhlašující plné spojení Sedmihradska s Uherskem. Tento zákon však nakonec nebyl realizován a rakouská říšská ústava ze 4. března 1849 Sedmihradsko a Uhersko opět plně oddělila, přičemž Sedmihradsko a Uhersko přišly o své samosprávné instituce. Říjnovým diplomem byla roku 1860 obnovena autonomie obou korunních zemí. Zatímco Valašsko a Moldavsko v té době již vytvořily Rumunské knížectví, Sedmihradsko se ještě dlouho nemohlo k tomuto útvaru připojit, moc Rakušanů byla stále příliš velká. Císař František Josef I. aspoň roku 1863 do Sibině svolal Sedmihradský sněm, na němž došlo k jistému zrovnoprávnění Rumunů. Nadějné reformy ale zhatilo rakousko-uherské vyrovnání roku 1867, po němž se Sedmihradsko stalo součástí Zalitavska a bylo tak znovuzačleněno do Uherska. Přestalo tak existovat jako územní jednotka. Navíc od 90. let 19. století zde uherská vláda započala s maďarizací. Z tohoto sevření sedmihradské Rumuny osvobodila až první světová válka a prohra Rakousko-Uherska v ní. Poválečná Trianonská smlouva přisoudila Sedmihradsko Rumunsku.

### Moldavské knížectví

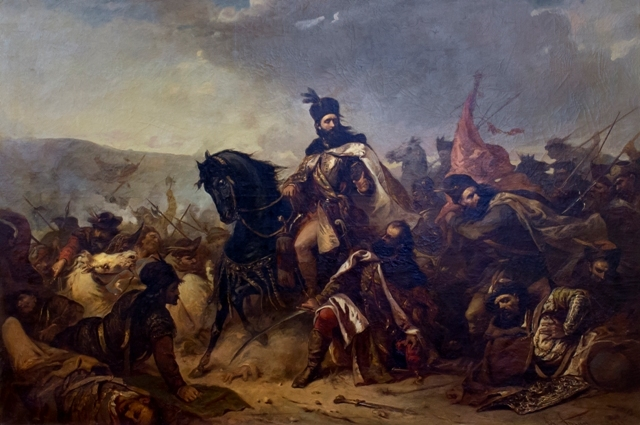
Štěpán III. Veliký

Prvním moldavským knížetem se stal roku 1359 Bohdan I. Později se Moldavsko dostalo do lenní závislosti na polském státě.
Nejvýznamnějším moldavským vládcem byl kníže Štěpán III. Veliký (1457–1504). Za jeho vlády bylo knížectví ohroženo agresí sousedního Polska, Uherska, ale především Osmanské říše. Proti ní se Štěpán snažil vytvořit alianci. Roku 1489 byl nakonec Turky donucen platit tribut. Jeho nástupce pak uznal lenní závislost své země na Osmanské říši.
V roce 1769 obsadila severní část Moldavského knížectví (Bukovinu) vojska carského Ruska a v roce 1774 Rakouska. O rok později bylo území jakožto vévodství Bukovina k Rakousku připojeno, zatímco východní část knížectví, východně od řeky Prut, byla roku 1792 připojena k Rusku jakožto Besarábie. Zbylá část knížectví (ležící západně od řeky Prut) zůstala Osmanům, roku 1829 přitom získala samosprávu. Toto území bylo roku 1859 spojeno s Valašskem personální unií a roku 1862 se s ním sjednotilo, aby vytvořilo Rumunské knížectví. Bukovina a Besarábie se však mohla připojit až roku 1918.

## Novověk

### Knížectví

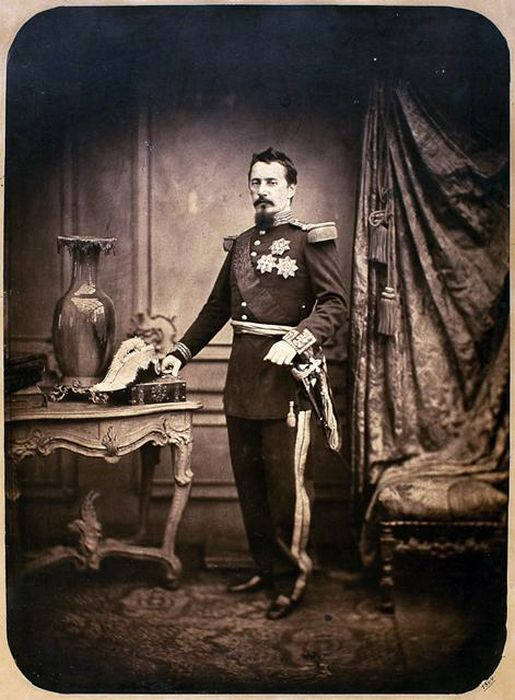
Alexandr Ioan Cuza

Podunajská knížectví Valašsko a Moldávie získaly roku 1829 autonomii, v roce 1858 se sjednotily a položily tak základ samostatnému Rumunsku. Prvním vládcem Spojených knížectví Valašska a Moldávie neboli Domnitorem se v roce 1862 stal Alexandr Jan Cuza, který byl od roku 1859 knížetem jak Valašska, tak Moldávie.
Alexandr Ioan Cuza, jehož vzorem byl Napoleon III., toužil zemi velmi změnit. Více než její čtvrtina byla tehdy v majetku církve, což se knížeti vůbec nelíbilo. V letech 1863–1864 provedl pozemkovou reformu a zabavil též mnoho z církevního majetku. Na pozemkovou reformu navázal zrušením nevolnictví a zavedením všeobecného volebního práva. V roce 1864 vydal moderní trestní zákoník, jehož základem byl Napoleonův Code civil. Alexandr také založil univerzity v Iasi a v Bukurešti. Universita v Bukurešti dodnes nese jeho jméno. Reformy ovšem vyvolaly nespokojenost ortodoxní církve a šlechty. Pokusu o puč čelil Alexandr poprvé v roce 1864. Podruhé byl dne 22. února 1866 napaden nespokojenými důstojníky ve svém paláci a donucen abdikovat. Druhého dne musel opustit Rumunsko.
Po převratu se Rumunsko ocitlo na pokraji chaosu a stanulo před hrozbou rozpadu. Přes odpor značné části obyvatel vládu převzal pruský důstojník, kníže Karl Eitel Friedrich Zephyrin z rodu Hohenzollern–Sigmaringen. Ten se stal rumunským knížetem jako Carol I. Karel uspěl zejména díky podpoře Napoleona III. (s nímž byla Karlova rodina v mimořádně dobrých vztazích). Krátce po Karlově nástupu na trůn přijal parlament novou ústavu, která dávala knížeti značné pravomoci.
Karel Rumunsko zapojil do rusko-turecké války v letech 1877–1878. Byl to velmi úspěšný tah. Angažmá přineslo Rumunsku mezinárodní uznání a především na konferenci v Berlíně vyhlášenou plnou nezávislost na Osmanské říši. Karel tak byl 10. května 1881 korunován králem a Rumunsko od té doby bylo královstvím.

### Nezávislost

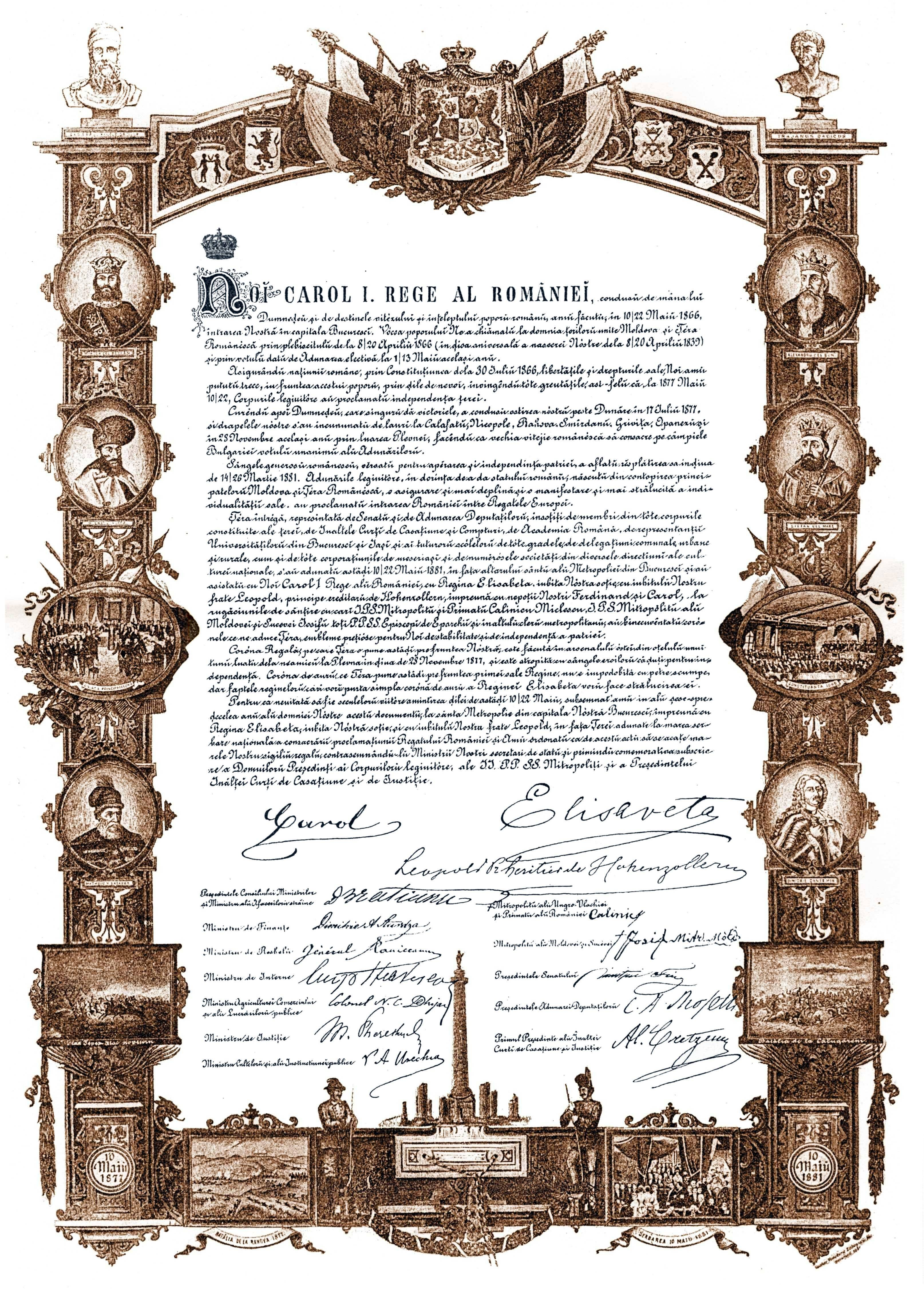
Proklamace Rumunského království.

Rumunsko vedené knížetem Karlem z rodu Hohenzollernů se po vítězné válce o nezávislost na Osmanské říši a ustanovilo 10. května 1881 královstvím a kníže Karel (Carol) byl korunován králem Karlem I.
Karel se velmi takticky vložil do sporů během 1. balkánské války. Do ní se Rumunsko přímo nezapojilo, ač se mohlo odvolávat na územní nároky v Makedonii kvůli přítomnosti arumunského obyvatelstva. V soupeření Srbska s Bulharskem však nemělo naději na úspěch. Při mírových jednáních po skončení 2. balkánské války však neutrální Rumunsko za svoji předchozí neutralitu žádalo po Bulharsku odstoupení území jižní Dobrudže s důležitým dunajským přístavem Silistra. Požadovaná území byla Rumunsku skutečně postoupena. Součástí tohoto "obchodu" z roku 1883 byl i tajný závazek spojenectví se zeměmi Trojspolku (Německo, Rakousko-Uhersko, Itálie).
Když tedy roku 1914 vypukla první světová válka, vzdor veřejnému mínění se Karel rozhodl splnit podmínky tajné smlouvy z roku 1883 a zaútočil na Rusko. Jeho náhlá smrt 10. října 1914 však všechno změnila. Karlův nástupce Ferdinand I. nehodlal staré tajné ujednání respektovat.

## Moderní dějiny

### První světová válka
I když byl Ferdinand člen jedné z větví rodu Hohenzollernů stejně jako německý císař Vilém II., prosazoval, aby se jeho země zúčastnila války spíše za Dohodu – na její straně vstoupilo Rumunsko do války 27. srpna 1916.
Vstup Rumunska do války však ruské protiofenzivě nepomohl. Fronta se roztáhla do šířky a zastavila. Vojsko Rumunska proniklo hluboko do Sedmihradska (tehdy v Uhersku), ale rakousko-německá armáda Rumuny přinutila ustoupit a ústřední mocnosti obsadily skoro celé Rumunsko. V době dobytí Bukurešti (21. listopadu) zemřel rakouský císař František Josef I. Vysílení Rumuni podepsali v 7. května 1918 mír s Německem, protože Rumunsko nebylo schopno bez podpory Ruska ve válce pokračovat. Po vyřazení Bulharska z boje se ale opět 10. října 1918 Rumunsko připojilo do konfliktu na straně Dohody, měsíc před ukončením bojů na západní frontě a definitivním koncem války.
Pro toto období existence Rumunského království se někdy používá označení Rumunské staré království.

### Meziválečné „Velké Rumunsko“

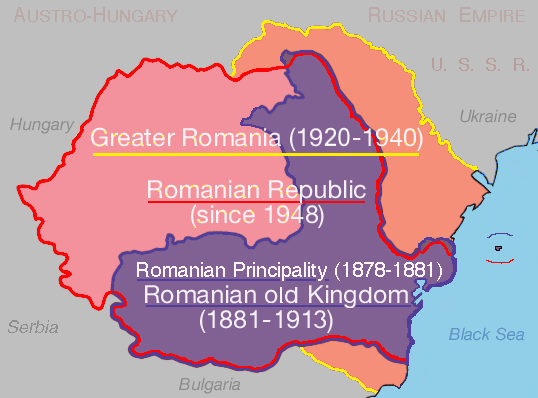
Územní vývoj nezávislého Rumunska. Fialovou barvou Rumunské království 1881–1918; Velkému Rumunsku (1918–1940) náležela veškerá vyznačená území; v červených hranicích současné Rumunsko.

Po 1. světové válce se k Rumunsku připojily Sedmihradsko s Banátem, Bukovina a Besarábie, čímž vznikl zatím největší rumunský stát v dějinách, tzv. Velké Rumunsko. V meziválečném období Rumunské království spolupracovalo s Československem a Jugoslávií proti nárůstu maďarského vlivu. V roce 1921 uzavřelo s oběma státy spojenecké smlouvy, tomuto paktu se začalo říkat Malá dohoda. S oběma zeměmi však mělo jen krátkou hranici v odlehlých oblastech a proto užší spolupráce byla jen stěží možná. Navíc vzhledem k rozmělňování integrity obou spojeneckých států ke konci 30. let zůstalo později Rumunsko opuštěno a Maďarsku se podařilo zajistit si úpravy hranic na jeho úkor.
Po anexi Besarábie byla uzavřena obranná aliance s Polskem proti Rusům. Maďaři s poválečným rozdělením území nesouhlasili a pokoušeli se své ztracené země dobýt zpět. Rumunské ozbrojené síly však kladly tuhý odpor, který posléze přerostl v rázný útok a maďarské síly byly rychle zahnány hluboko do vnitrozemí dnešního Maďarska.
Na vnitropolitický vývoj mělo vliv především soupeření mezi Liberální a Rolnickou stranou. Obě strany byly úzce propojeny s významnými rodinami Maniu a Bratianů. Liberální strana donutila v roce 1924 krále Carola k rezignaci ve prospěch jeho syna Michajla, kterého měla pro jeho nízký věk prozatím zastupovat regentská rada. V roce 1928 začala však politickému vývoji dominovat naopak Rolnická strana, proti které se později postavil znovunastolený král Carol o jehož restauraci se strana zasloužila. V roce 1938 se Carol chopil autoritativně vlády, která však trvala jen necelé dva roky, než byl nahrazen generálem Antonescem. Ten se snažil získat podporu především v řadách fašistické Železné gardy.

### Rumunsko za druhé světové války

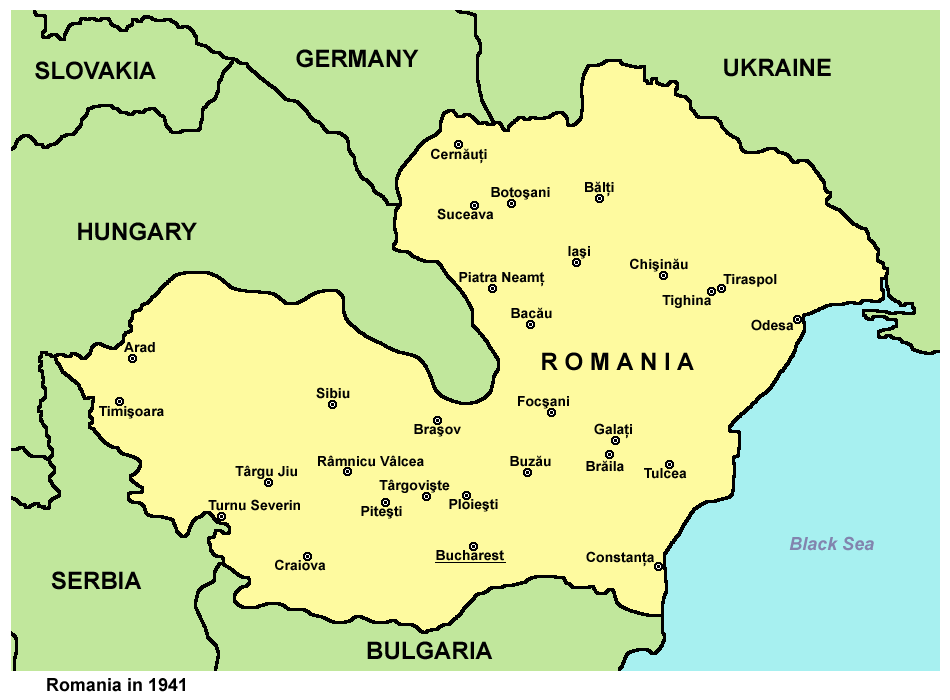
Rumunsko v roce 1941

Ve druhé světové válce Rumunsko bojovalo po boku Třetí říše. V zemi měl v tehdejší době největší vliv maršál Ion Antonescu. Rumuni přišli za druhé vídeňské arbitráže o severní Sedmihradsko, které bylo přiděleno expandujícímu Maďarsku, a přišli také o Jižní Dobrudžu, kterou obsadilo Bulharsko. Roku 1940 okupoval Sovětský svaz Severní Bukovinu a Besarábii. Po napadení SSSR Německem v roce 1941 získali Rumuni toto území zpět a anektovali další rozsáhlé území na jižní Ukrajině. Když 20. srpna 1944 překročila sovětská vojska rumunské hranice, proběhl v Bukurešti státní převrat. Král Michal I. 23. srpna 1944 sesadil a nechal zatknout maršála Antonescu. Rumunsko přešlo na stranu Spojenců a vyhlásilo válku Německu. Rudá armáda vstoupila 31. srpna 1944 bez boje do Bukurešti již jako spojenec. Rumunská armáda bojovala do konce války na straně Spojenců proti Německu a podílela se i na osvobození Československa.

### Zánik království
Po válce byla Rumunsku opět odňata Besarábie a připojena k Sovětskému svazu a Jižní Dobrudža byla ponechána Bulharsku. V roce 1947 byl král Michal I. násilím donucen abdikovat a odejít ze země. Rumunsko se stalo socialistickou republikou a součástí komunistického východního bloku.

### Socialistické Rumunsko
Sovětská okupace po druhé světové válce posílila postavení komunistů, kteří se stali dominantní silou v levicové koaliční vládě jmenované v roce 1945. Král Michael I. byl nucen abdikovat a odešel do exilu. Rumunsko bylo vyhlášeno lidovou republikou a do konce padesátých let zůstalo pod vojenskou a ekonomickou kontrolou SSSR. Během tohoto období byly rumunské zdroje vyčerpávány nevýhodnými dohodami zvanými SovRom. Mnozí historikové hovoří přímo o rabování Rumunska Sovětským svazem. Tyto nevýhodné smlouvy byly jednou z příčin protisovětského sentimentu uvnitř samotné rumunské komunistické strany a postupnému přechodu k vedení mnohem nezávislejšímu na Moskvě, než bylo ve východním bloku zvykem (do značné míry podle vzoru titovské Jugoslávie, ovšem ta nebyla vzorem ve svém poměrně liberálním režimu, rumunský režim naopak zůstalo poměrně tuhým a represivním).

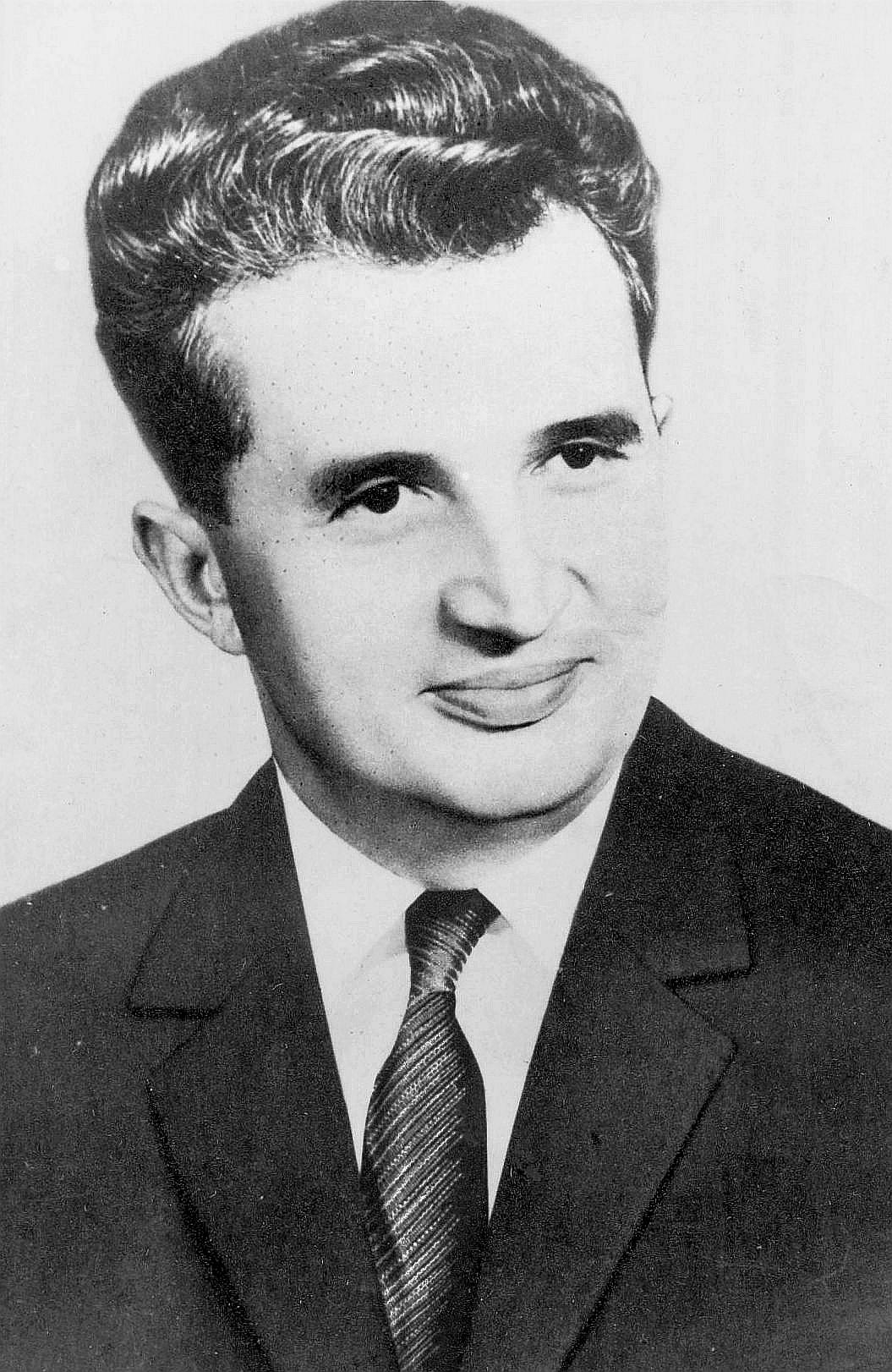
Diktátor Nicolae Ceaușescu

Prvním krokem k zisku této větší nezávislosti bylo, když rumunský komunistický vůdce Gheorghe Gheorghiu-Dej (vládl 1948–1965) roku 1958 přesvědčil Nikitu Chruščova, aby stáhl vojáky z Rumunska. Po smrti Gheorghiu-Dej v roce 1965 nastoupil k moci Nicolae Ceauşescu a autonomizační trend ještě zesílil. Země se tak od poloviny 60. let neúčastnila některých akcí východního bloku, jakými byla například invaze vojsk Varšavské smlouvy do Československa v roce 1968 (Rumunsko bylo jedinou zemí Varšavské smlouvy, která se invaze nezúčastnila) nebo bojkot olympijských her v Los Angeles v roce 1984. Rumunsko jako jediná země východního bloku taktéž nepřerušila diplomatické vztahy s Izraelem po šestidenní válce v roce 1967. Díky tomu také Rumunsko hrálo důležitou roli v mírovém egyptsko-izraelském procesu, zprostředkovalo například návštěvu egyptského prezidenta Anvara Sadata v Izraeli. Díky své svéhlavosti vůči Moskvě byl Ceauşescu často označován za miláčka západních médií a politiků, s čímž bylo nezřídka spjato přehlížení toho, že jeho režim zůstal silně autoritářský. Největší represe nicméně probíhaly v letech před jeho nástupem, do roku 1962. Tehdy v Rumunsku existovalo (podle různých odhadů) 60 000–80 000 politických vězňů. Odhady počtů mrtvých se také značně liší, často nebyli ani řádně zdokumentovány. Mluví se o desítkách tisíc mrtvých.

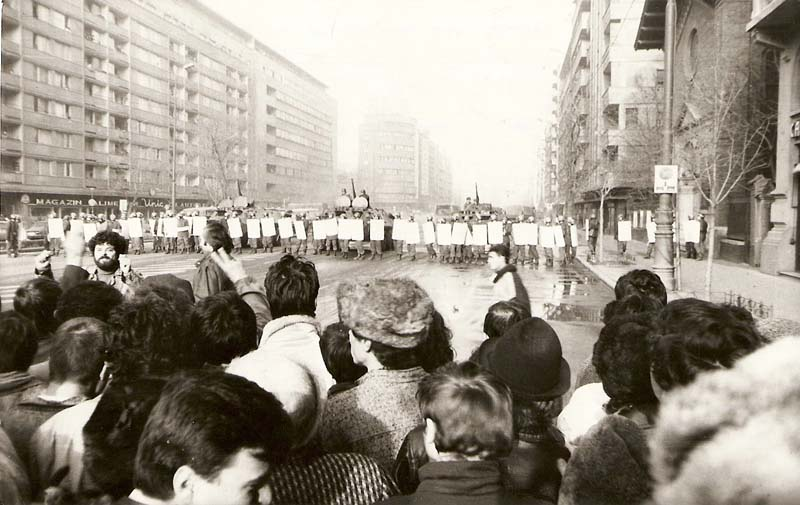
Rumunská revoluce, pochod demonstrantů v Bukurešti

V 50. letech byly zahájeny některé velkorysé projekty (rozvoj atomové energetiky, výstavba vodních kanálů, či přehrada Železná vrata na Dunaji). Přesto se nepodařilo ekonomickou situaci radikálně změnit a Rumunsko se zařadilo mezi nejchudší země RVHP. Když se rumunský zahraniční dluh v letech 1977–1981 prudce zvýšil (ze 3 na 10 miliard amerických dolarů), pokusil se Ceauşescu vliv věřitelů a posléze mezinárodních finančních organizací (Mezinárodního měnového fondu a Světové banky) setřást plánem na plné splacení státního dluhu během jednoho desetiletí. K dosažení tohoto cíle zavedl politiku autarkie, která vedla ke zbídačení velké části Rumunů a vyčerpání rumunské ekonomiky. K tomu přispěla i výstavba megalomanského Domu Republiky v Bukurešti. Dluh byl roku 1989, krátce před pádem režimu, skutečně splacen. Ale za cenu frustrace veřejnosti, kterou neukonejšil ani médii budovaný kult osobnosti, jenž se příliš nelišil od toho Stalinova z 50. let, a neutlumil ji ani stále represivnější policejní režim opřený o tajnou policii. Když nespokojenost explodovala v rumunské revoluci roku 1989, obrátil se proti Ceauşescovi nejen hněv davů, ale i část jím tak hýčkané tajné policie. Podle toho vypadal i jeho konec – odsouzení improvizovaným polním soudem a poprava i s manželkou.

### Vývoj po roce 1989
Nově nabytá svoboda přinesla Rumunsku staronové problémy. Objevily se národnostní nepokoje (soužití se zhruba dvoumilionovou maďarskou menšinou) a ekonomické potíže spojené s destabilizací měny (vysoká inflace), zatímco integrace do evropských společenství postupovala pomaleji než ve střední Evropě.
Postupnými změnami se v průběhu let podařilo dosáhnout pokroku. Roku 2004 vstoupila země do NATO a roku 2007 společně s Bulharskem do Evropské unie, kde patří k nejchudším zemím „sedmadvacítky“, a je proto významným příjemcem mnohých rozvojových plánů.
Od prosince 2014 je Klaus Iohannis prezidentem Rumunska. Dne 27. prosince 2016 vetoval bez udání důvodů nominaci 52leté bývalé ministryně Sevil Shhaidehové jako předsedkyně vlády za sociálně-demokratickou stranu PSD. Sevil Shhaideh je původem Tatarka a je islámského vyznání. Jako ministryně složila svého času přísahu na korán. Její strana se nyní chce obrátit na rumunský Ústavní soud.